# Nadine Rohr
Nadine Rohr (ur. 29 czerwca 1977) – szwajcarska lekkoatletka, specjalizująca się w skoku o tyczce.

## Osiągnięcia
- brązowy medal Uniwersjady (Daegu 2003)
- srebro Uniwersjady (Izmir 2005)
- kilkanaście tytułów mistrzyni Szwajcarii

W 2004 Rohr reprezentowała Szwajcarię na igrzyskach olimpijskich w Atenach, gdzie odpadła w eliminacjach. 

## Rekordy życiowe
- skok o tyczce – 4.40 (2008)
- skok o tyczce (hala) – 4.30 (2006)